# 広島県道382号熊野松永線
広島県道382号熊野松永線（ひろしまけんどう382ごう くまのまつながせん）は、広島県福山市を通る一般県道である。

## 概要
福山市熊野町から福山市柳町（やないづちょう）に至る。

### 路線データ
- 起点：福山市熊野町（広島県道72号福山沼隈線交点）
- 終点：福山市柳津町（新池五差路交差点、広島県道47号鞆松永線交点）
- 総延長：約5.9 km

## 歴史
- 1960年（昭和35年）10月10日 - 広島県告示第682号により広島県道250号熊野松永線として認定される。
- 1966年（昭和41年）5月1日 - 福山市・松永市が対等合併して改めて福山市が設置されたことに伴い終点の地名表記が変更される（松永市柳津町→福山市柳津町）。
- 1972年（昭和47年）11月1日 - 広島県の県道番号再編により現行の路線番号に変更される。
- 2005年（平成17年）2月1日 - 福山市が沼隈郡沼隈町を編入したことに伴い全区間が福山市域のみを通る路線になる。

## 路線状況
起点付近・終点付近は大型車の通行が困難な狭隘路なのに、中間部分（福山市熊野町 - 福山市金江町藁江間）だけなぜか改良が終わっている。
何箇所か県道標識はあるが案内が不十分。殊に福山市金江町ではどこに出てよいのか判断に迷う箇所が多い。

### 道路施設

#### 橋梁
- 菅田橋（菅田川、福山市）

## 地理

### 通過する自治体
- 福山市

### 交差する道路
| 交差する道路           | 交差する場所             | 交差する場所            |
| ---------------------- | ------------------------ | ----------------------- |
| 広島県道72号福山沼隈線 | 熊野町                   | 起点                    |
| 広島県道47号鞆松永線   | 柳津町（やないづちょう） | 新池五差路交差点 / 終点 |

### 沿線
- 福山市立至誠中学校
- 福山市立金江小学校